# Liste des évêques de Tortone

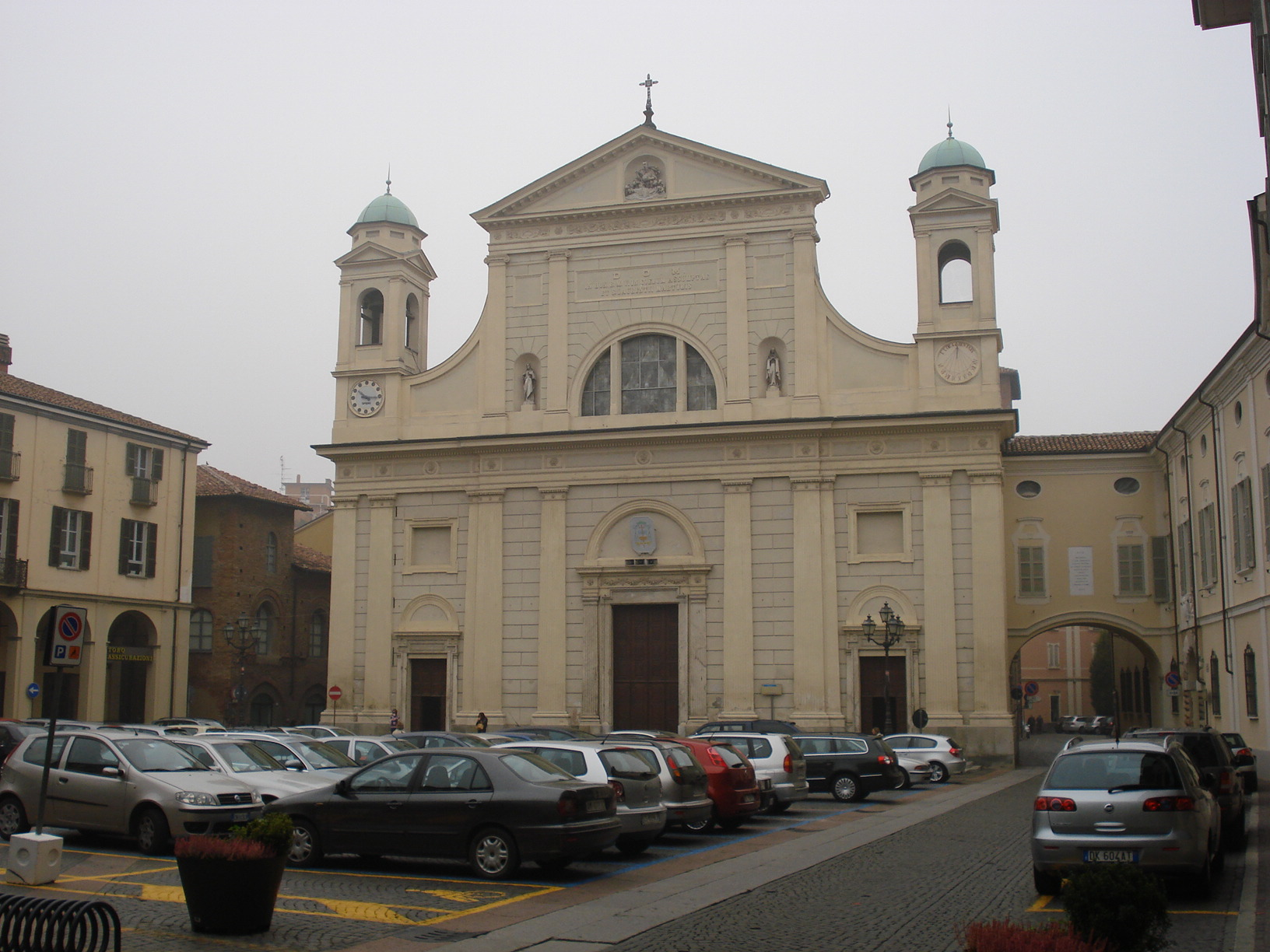
La cathédrale de Tortone.

La liste des évêques de Tortone recense les noms des évêques qui se sont succédé sur le siège épiscopal de Tortone en Italie depuis la fondation du diocèse de Tortone au IIe siècle. Le diocèse est situé à la frontière entre Lombardie, Piémont, Ligurie et Émilie-Romagne. Il est suffragant de Gênes.

## Évêques de Tortone
- Saint Marcien Ier  † (? - 6 mars 120 )
- Saint'Aribert † (120 - 145 )
- Saint Ammonio † (v. 150 - 10 janvier 171)
- Saint Terenziano † (? - 186 )
- Saint Constant † (187 - 237 )
- Saint Laurent Ier † (v. 240 - v. 265)
- Saint Anastase † (v. 272 - v. 275 )
- Saint Marcellin † (277 - ? )
- Saint Julien † (début du IVe siècle)
- Saint Méliodore Ier † (305 - ?)
- Saint Innocent † (318 - 342 ou 355 )
- Jean Ier † (?)
- Saint Esuperanzio † (v.  360 -  381)
- Eustache ou Théodule † ( 385)
- Saint Marcien II † (v.  404 - v.  420)
- Saint Quinzien ou Quintin † (431 - v.  466)
- Saint Marcel † (472 - ?)
- Albonio † (504)
- Jean II † (v.  557 )
- Sixte † (v.  579 )
- Procolo Peno † (602 - v. 649)
- Méliodore II † ( 649)
- Beato † (660 - 662 )
- Laurent II † (662 - ?)
- Audacio † (679 - ?)
- Octave † (701 - v.  711 )
- Benoît Ier † (711 - v. 724)
- Thomas † (727 - v.  744)
- Jacques † (744 - v.  753 )
- Joseph † (755 - 769 ?)
- Flaviano † ( 769 - ?)
- Jérôme † (786 - v. 793 )
- Désiré † (793 - v. 799)
- Robert † (799 - v.  808)
- Valère † (808 - v. 828 )
- Jean III (828 - v. 838)
- Rofredo † (838 - v. 847)
- Théodolphe † (848 - 877 ou 878)
- Jean IV † (878 - ?)
- Glarardo † (890 - v.  897)
- Ildegino † (898 - ?)
- Gerebaldo † (901 - ?)
- Benoît II † (913 - 929 ?)
- Andrea Rada † (926 ou 930 - ?)
- Giselprando † ( 944 , 962)
- Jean V † ( 965 - 968)
- Ottone † (969 - ?)
- Guibert † ( 973 - 983)
- Eriberto † (984 - 998)
- Agirio † (1004 - ?)
- Pierre Ier † (1014 - 1077 )
- Oddo I † (1077 -  1083)
- Guido † (1084 -  1098)
- Lambard † ( 1105 - ?)
- Pierre II † (1111 - 30 mai 1134 )
- Guillaume † (1134 -  1144)
- Obert † (1153 - 1179 )
- Hugues † (1180 -  1183)
- Gandolfo † (v.  1184 - ?)
- Oddo II † (1196 - 1201)
- Obizzo † (1202 -  1212)
- Pietro Busetto † (1220 - 1255)
- Melchiorre Busetto † (1255 - 1284 )
  - Sede vacante (1284-1288)
- Giacomo Calcinari † (1288 - ?)
- Tiberio della Torre † (1319 - 27 juin 1325)
- Princivalle Fieschi † (27 juin  1325 - 1348)
- Giacomo Visconti † (6 novembre 1348 - 1363 )
- Giovanni dei marchesi di Ceva † (15 septembre 1364 - 1393)
- Pietro de Giorgi † (30 mars 1394 - 15 février 1413)
- Enrico Rampini † (10 mai 1413 - 7 juin 1435 ])
- Gerardo Landriani † (1435 - 1436)
- Giovanni Barbavara † (6 mars 1437 - 1460)
- Michele Marliani † (9 janvier 1461 - 24 septembre 1475)
- Fabrizio Marliani † (24 avril 1475 - 1476)
- Giacomo Botta † (10 janvier 1476 - 1496)
- Gian Domenico de Zazi † (20 avril 1496 - 1528 )
- Uberto Gambara † (8 mai 1528 - 22 mars 1548 )
- Cesare Gambara † (22 mars 1548 - 1591 )
- Maffeo Gambara † (11 mai 1592 - 1612)
- Cosimo Dossena, B. † (1612 - 12 mars 1620 )
- Paolo Arese, C.R. † (1620 - 1644 )
- Francesco Fossati O.S.B.Oliv. † (23 mai 1644 - 11 mars 1653 )
- Carlo Settala † (18 août 1653 - 23 avril 1682 )
- Carlo Francesco Ceva † (19 juillet 1683 - août 1700)
- Giulio Resta † (21 février 1701 - 11 janvier 1743 )
- Giuseppe Ludovico Andujar, O.P. † (11 mars 1743 - janvier 1783)
- Carlo Maurizio Peyretti † (18 juillet 1783 - 18 février 1793 )
  - Sede vacante (1793-1796)
- Pio Bonifacio Fassati † (31 juillet 1796 - 1803 )
  - Sede soppressa (1803-1817)
- Carlo Francesco Carnevale † (21 décembre 1818 - 29 octobre 1831 )
- Giovanni Negri † (15 avril 1833 - 1874 )
- Vincenzo Capelli † (4 mai 1874 - 1890
- Igino Bandi † (23 juin 1890 - 1914 )
- Simone Pietro Grassi † (22 décembre 1914 - 1er novembre 1934 )
- Egisto Domenico Melchiori † (5 décembre 1934 - 2 mars 1963 )
- Francesco Rossi † (21 avril 1963 - 29 novembre 1969 )
- Giovanni Canestri (7 janvier 1971 - 8 février 1975)
- Luigi Bongianino † (6 juin 1975 - 2 février 1996 )
- Martino Canessa (2 février 1996- 15 octobre 2014[1])
- Vittorio Francesco Viola (15 octobre 2014-29 août 2021)[1]
- Guido Marini (depuis le 29 août 2021)[2]